# Uredo cupheae
Uredo cupheae är en svampart som beskrevs av Henn. 1895. Uredo cupheae ingår i släktet Uredo, ordningen Pucciniales, klassen Pucciniomycetes, divisionen basidiesvampar och riket svampar. Inga underarter finns listade i Catalogue of Life.